# Алокс Кортон
Алокс Кортон (фр. Aloxe-Corton) насеље је и општина у источном делу централне Француске у региону Бургундија-Франш-Конте, у департману Златна обала која припада префектури Бон.
По подацима из 2002. године у општини је живело 181 становника, а густина насељености је износила 65 становника/km². Општина се простире на површини од 2,63 km². Налази се на средњој надморској висини од 248 метара (максималној 360 m, а минималној 218 m).

## Демографија
| 1962. | 1968. | 1975. | 1982. | 1990. | 1999. | 2011. |
| ----- | ----- | ----- | ----- | ----- | ----- | ----- |
| 201   | 243   | 218   | 198   | 187   | 172   | 157   |

График промене броја становника у току последњих година